# مركز أبحاث كريلوف الحكومي
مركز أبحاث كريلوف الحكومي (الروسية: Крыловский государственный научный центр) هو معهد روسي للبحث والتطوير في مجال بناء السفن، ويعمل كمؤسسة اتحادية مملوكة للدولة.
تم تسمية المعهد على اسم أليكسي كريلوف ، المصمم البحري الروسي وعالم الرياضيات الذي كان أحد المشرفين الأوائل عليه، ويقع مقره في سانت بطرسبرغ . 

## أنظر أيضاً
- معاملات مركز أبحاث ولاية كريلوف